# Hypérion cornouaillais
 (septembre 2024).
Pour les articles homonymes, voir Hypérion.
L'Hypérion cornouaillais est un type de séquoia toujours vert  (sequoia sempervirens) planté dans le parc du manoir de l'Odet, situé dans la région de Quimper.  
L'expression fait référence au séquoia toujours vert californien baptisé Hypérion, qui a la réputation d'être l'arbre le plus haut du monde, avec ses plus de 115 mètres de hauteur. Elle décrit la croissance exceptionnelle des dix-huit séquoias toujours verts plantés au parc du manoir de l'Odet, demeure historique de la famille Bolloré, au début du XXe siècle. 

## Présentation et caractéristiques

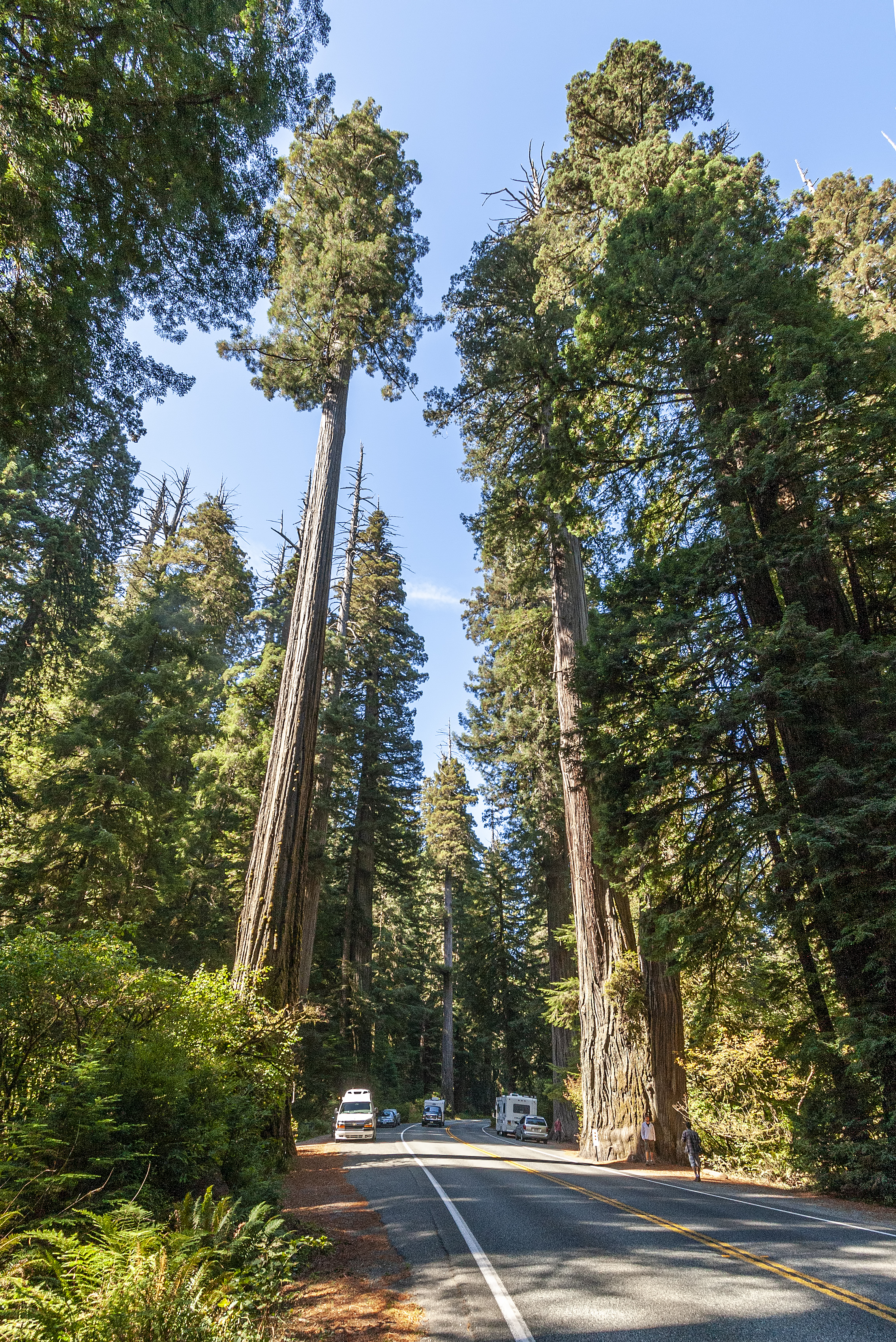
Simpson-Reed, bosquet de séquoias côtiers (sequoia sempervirens) sur la route 199, Californie, États-Unis.

Le séquoia de Californie, ou le séquoia à feuilles d'if, est une espèce membre de la famille des conifères, réputé pour sa très grande taille et sa longévité importante. 
Originaire de la côte pacifique des États-Unis (Californie et sud de l'Oregon), il est communément appelé "Séquoia toujours vert" du fait de la persistance de ses feuilles en hiver. Cette dénomination est une traduction directe du nom scientifique latin du conifère : sequoia sempervirens. Cette espèce est dite à port conique et à cime arrondie. L'arbre a l'écorce rouge orangé, épaisse et crevassée, à la texture souple et fibreuse. 
Les séquoias de Californie atteignent en moyenne plus de 91 mètres de haut et peuvent vivre plus de 2 000 ans. Ils doivent cette taille et cette longévité exceptionnelles à certaines composantes de leur écorce, riche en polyphénol et dont le duramen le protège des insectes et champignons nuisibles. Un fonctionnement en forêt associé à un climat côtier permet le dépôt d'un voile de brouillard, qui apporte de l'humidité aux arbres.    

## L'Hyperion, l'arbre le plus haut du monde
L'Hypérion, du nom d'un titan de la mythologie grecque, est un séquoia toujours vert de Californie du Nord d'environ 800 ans et dont la taille est estimée à plus de 115 mètres de hauteur. De ce fait, il a la réputation d'être l'arbre le plus haut du monde. 
Peu de communication est réalisée sur l'emplacement exact de l'arbre dans le Redwood National Park, afin d'éviter qu'un afflux touristique ne détruise l'écosystème environnant. En effet, après sa découverte en 2006 dans une zone reculée du parc, de nombreux amateurs d'arbres souhaitent se rendre sur le site. 

## Les séquoias du manoir de l'Odet
En France, la taille moyenne des arbres est bien inférieure à celle de l'Hypérion. Le record national est actuellement attribué à un sapin de Douglas de 66 mètres de hauteur, originaire d'une vallée fertile de la commune de Renaison, dans la Loire. La Bretagne, en particulier, n'est habituellement pas connue pour la hauteur de ses arbres, limitée par les vents océaniques. Cependant, quelques résineux exotiques se sont adaptés au climat tempéré du territoire.   
C'est le cas des dix-huit séquoias toujours verts plantés au parc du manoir de l'Odet, demeure historique de la famille Bolloré, au début du XXe siècle. Ces séquoias cornouaillais de 58 mètres de hauteur ont déjà rejoint, en l'espace de quelques décennies, le top cinq des plus hauts arbres de France.   
Ces jeunes arbres, encore au stade adolescent de leur développement, présentent un grand intérêt scientifique. En effet, le vieillissement de cette essence, rapportée de Californie au XIXe siècle, va pouvoir être observé sur le contient européen et sous le climat breton. Au regard de la fertilité du sol sur lequel il a été planté, il est probable que ce groupe de séquoias toujours verts fera l'objet d'une croissance remarquable dans les prochaines décennies.   